# Lapin kamariorkesteri – Rovaniemen kaupunginorkesteri

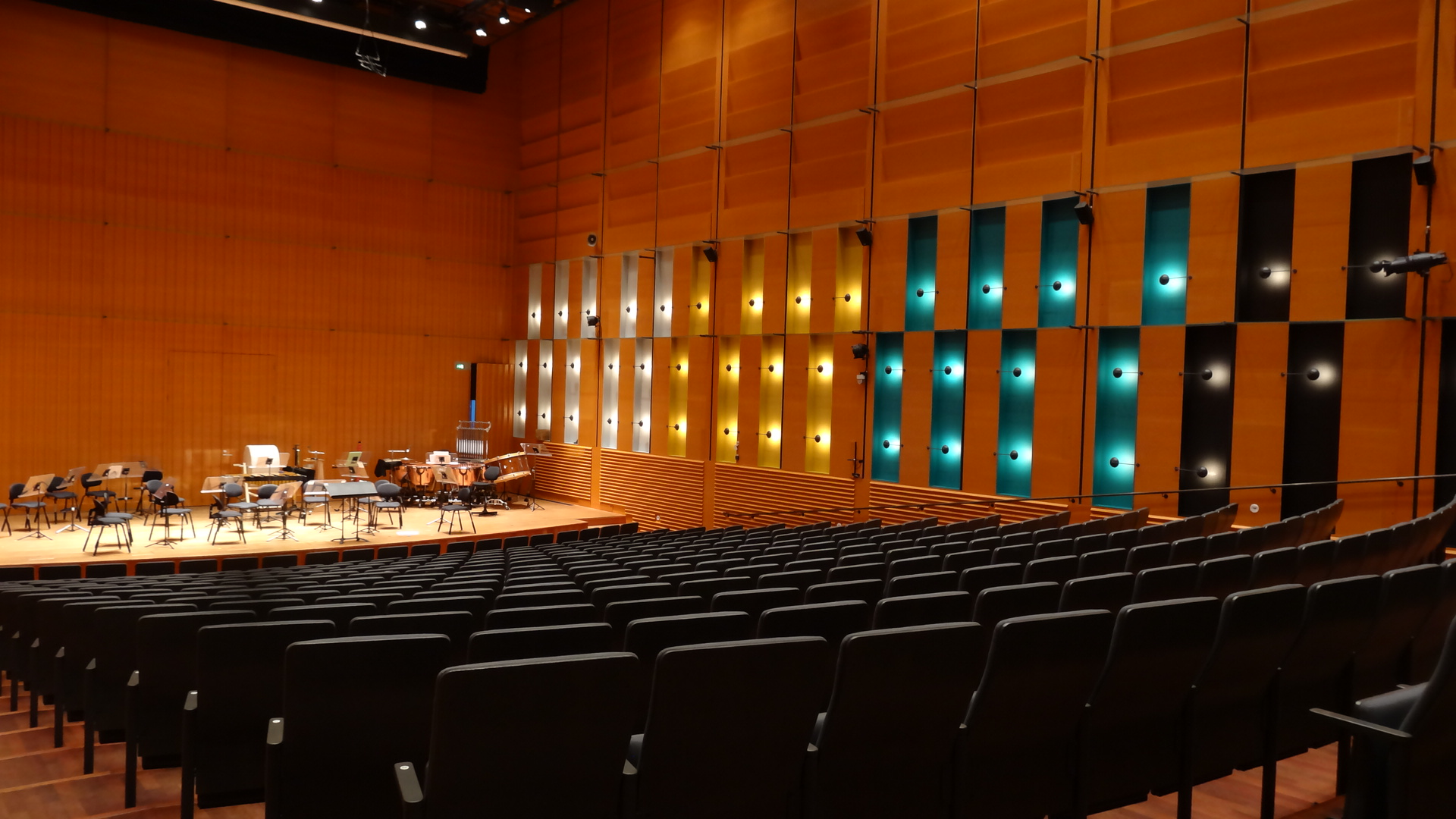
Konzertsaal des Kulturzentrum Korundi, Sitz des Orchesters

Lapin kamariorkesteri – Rovaniemen kaupunginorkesteri (deutsch Kammerorchester von Lappland – Stadtorchester Rovaniemi) ist das nördlichste Berufskammerorchester Finnlands und der EU.
Das Orchester hat seinen Sitz in Rovaniemi, seit 2011 in dem neu errichteten Kulturzentrum Korundi. Es spielt aber überall in Lappland. Das 18-köpfige Ensemble steht seit dem Herbst 1996 unter der Leitung von John Storgårds.
Im Jahre 2003 erhielt das Kammerorchester von Lappland den valopilkku-Preis des ersten Fernsehprogramms des Finnischen Rundfunks für die Interpretation der Luosto-Sinfonie von Kalevi Aho (an der Aufführung war auch das finnische Radio Sinfonie Orchester beteiligt). Die Aufnahme der Kammersinfonien des dänischen Komponisten Vagn Holmboe wurde 2013 für den Gramophone Award nominiert. Im August 2014 trat das Orchester beim Carinthischen Sommer in Österreich und bei The BBC Proms in London auf. Die Einspielung der Konzerte für Theremin und Horn von Kalevi Aho erhielt 2015 den deutschen ECHO Klassik für Werke aus dem 20. Jahrhundert.

## Diskografie
- Lapin kamariorkesteri: Astor Piazzolla (2002)[2]
- Jukka Linkola: Winds (2007)[2]
- Kalevi Aho: Luostosinfonia (2008)[2]
- Kalevi Aho: Rituals (2009)[2]
- In memoriam Pehr Henrik Nordgren (2011)[2]
- Kalevi Aho: Thereminkonsertto ja käyrätorvikonsertto[2]
- Vagn Holmboe: Chamber Symphonies[2]
- Sunleif Rasmussen: Motion/Emotion[2]
- Oi Jouluyö, Soile Isokoski[2]
- Nordic Sound - Tribute to Axel Borup-Jørgensen[2]
- Alexander von Zemlinsky: Seven Songs and Chamber Symphony[2]